# One Day / Reckoning Song
Singles de Asaf Avidan and The Mojos
Week
(2008)
Reckoning Song est une chanson du groupe de musique israélien Asaf Avidan and The Mojos sortie en 2008 sous le label Telmavar. 1er single extrait de l'album studio The Reckoning (2008), la chanson est écrite et produite par Asaf Avidan. Reckoning Song est la 5e piste de l'album.

## One Day / Reckoning Song (Wankelmut Rmx)
Singles de Asaf Avidan
Different Pulses
(2012)
One Day / Reckoning Song (Wankelmut rmx) est un remix de Reckoning Song par l'artiste allemand DJ Wankelmut. La chanson est sortie le 29 juin 2012 sous le label FourMusic et distribué par le major Sony. One Day / Reckoning Song (Wankelmut rmx) est écrit par Asaf Avidan.
Le single rencontre un grand succès en Europe se classant dans 10 hit-parades de pays différents, et devient numéro un en Allemagne, en Autriche, en Belgique, aux Pays-Bas et en Suisse. One Day / Reckoning Song (Wankelmut rmx) se classe également 36e en France et en Suède. Le clip vidéo sort le 22 juin 2012. Il a été réalisé par Daniel Franke et Sander Houtkruijer et avec les acteurs Voin de Voin « artiste performer », Stephanie Ballantine et Blagoy Veogalb. Le titre a également réussi à se classer 7e des clubs en Europe.

## Liste des pistes
Promo - Digital FourMusic
1. One Day / Reckoning Song (Wankelmut Rmx) - 3:30

CD-Single  Four - Columbia
1. One Day / Reckoning Song (Wankelmut Rmx) (Radio Edit) - 3:30
2. One Day / Reckoning Song (Wankelmut Rmx) (Club Mix) - 7:16

CD-Single Sony
1. How We Do (Party) (Biggie Remix) - Rita Ora – 4:07
2. One Day / Reckoning Song (Wankelmut Instrumental) - Asaf Avidan - 4:54
3. One Day / Reckoning Song (Less Vocal Radio Edit) - Asaf Avidan - 3:27
4. One Day / Reckoning Song (Wankelmut In Dub Mix) - Asaf Avidan - 4:52

## Classement et certifications

### Classement hebdomadaire
| Classement (2012)                       | Meilleure position |
| --------------------------------------- | ------------------ |
| Allemagne (Media Control AG)            | 1                  |
| Autriche (Ö3 Austria Top 40)            | 1                  |
| Belgique (Flandre Ultratop 50 Singles)  | 1                  |
| Belgique (Wallonie Ultratop 50 Singles) | 1                  |
| Danemark (Tracklisten)                  | 2                  |
| Écosse (OCC)                            | 29                 |
| Espagne (PROMUSICAE)                    | 33                 |
| France (SNEP)                           | 2                  |
| France (Club 40)                        | 21                 |
| Hongrie (Rádiós Top 40)                 | 1                  |
| Hongrie (Dance Top 40)                  | 1                  |
| Israël (Media Forest)                   | 7                  |
| Italie (FIMI)                           | 1                  |
| Norvège (VG-lista)                      | 4                  |
| Pays-Bas (Nederlandse Top 40)           | 1                  |
| Pologne (ZPAV)                          | 2                  |
| Tchéquie (IFPI Rádio)                   | 2                  |
| Roumanie (Top 100)                      | 3                  |
| Royaume-Uni (UK Singles Chart)          | 30                 |
| Slovaquie (IFPI Rádio)                  | 1                  |
| Suède (Sverigetopplistan)               | 8                  |
| Suisse (Schweizer Hitparade)            | 1                  |

### Certifications
| Pays             | Certification | Ventes  |
| ---------------- | ------------- | ------- |
| Allemagne (BVMI) | Platine       | 300 000 |
| Autriche (IFPI)  | Platine       | 30 000  |
| Belgique (BEA)   | Platine       | 30 000  |
| Danemark (IFPI)  | 3 × Platine   | 90 000  |
| France (SNEP)    | Or            | 250 000 |
| Italie (FIMI)    | 2 × Platine   | 60 000  |
| Suisse (IFPI)    | 3 × Platine   | 90 000  |

## Historique de sortie
| Pays             | Dates          | Format(s)              | Label            |
| ---------------- | -------------- | ---------------------- | ---------------- |
| Australie        | 4 juin 2012    | Téléchargement digital | Columbia Records |
| Autriche         | 4 juin 2012    | Téléchargement digital | Columbia Records |
| France           | 4 juin 2012    | Téléchargement digital | Columbia Records |
| Allemagne        | 4 juin 2012    | Téléchargement digital | Columbia Records |
| Italie           | 4 juin 2012    | Téléchargement digital | Columbia Records |
| Luxembourg       | 4 juin 2012    | Téléchargement digital | Columbia Records |
| Nouvelle-Zélande | 4 juin 2012    | Téléchargement digital | Columbia Records |
| Suisse           | 4 juin 2012    | Téléchargement digital | Columbia Records |
| Belgique         | 29 juin 2012   | Téléchargement digital | Four Music       |
| Canada           | 29 juin 2012   | Téléchargement digital | Four Music       |
| Danemark         | 29 juin 2012   | Téléchargement digital | Columbia Records |
| États-Unis       | 21 août 2012   | Téléchargement digital | Columbia Records |
| Irlande          | 5 octobre 2012 | Téléchargement digital | Four Music       |
| Royaume-Uni      | 5 octobre 2012 | Téléchargement digital | Four Music       |